# La Nahuaterique
La Nahuaterique es un pueblo en Honduras . El pueblo está situado cerca de la frontera con El Salvador y tiene una población de aproximadamente 6500 personas.
Hasta una decisión de la Corte Internacional de Justicia en 1992 fue un pueblo disputado entre El Salvador y Honduras. Después de dicha decisión se le otorgó a Honduras con base en los límites coloniales españoles.
Hoy en día, la población del pueblo sigue siendo mayoritariamente salvadoreña, aunque un acuerdo entre los dos gobiernos en 1998 prometió la doble ciudadanía a sus habitantes, así como a los de otras zonas fronterizas.